# 3. Sjællandske nationale Rytterregiment
3. Sjællandske nationale Rytterregiment (på svenska: Tredje själländska nationella kavalleriregementet), var ett danskt kavalleriregemente som var verksamt mellan 1675 och 1721.

## Historia
Strax efter Kristian V:s tronbestigning 1670 genomfördes en ny härreform genom vilken det danska kavalleriet nationaliserades. Denna innebar att 30 000 tunnor hartkorn årligen reserverades från kronogods till uppsättandet av ett nationellt kavalleri fördelat på ett antal rytterdistrikt. Fördelningee bestod av ett kavalleriregemente på Själland, ett på Fyn, två på Jylland och ett mindre regemente i det kungliga hertigdömet Schleswig-Holstein. Under Skånska kriget delades de fyra större nationella kavalleriregementena år 1675 upp i två, varvid det själländska regementet delades upp i 1. Sjællandske nationale Rytterregiment och 2. Sjællandske nationale Rytterregiment och  det på Fyn likaledes i 1. Fynske nationale Rytterregiment och 2. Fynske nationale Rytterregiment. Några år efter att kriget avslutats utökades antalet regementen återigen och samtidigt omorganiserades kavalleriet så att det slesvigska regementet flyttades till Fyn och blev det nya 2. Fynske nationale Rytterregiment samtidigt som tidigare 2. Fynske nationale Rytterregiment flyttades till Själland och fick namnet 3. Sjællandske nationale Rytterregiment. Under Stora nordiska kriget deltog regementet vid slagen vid Helsingborg 1710 och Gadebusch 1712. En omfattande omläggning av rytteridistrikten genomfördes på 1720-talet av Fredrik IV i vilken 3. Sjællandske nationale Rytterregiment upplöstes 1721.

## Regementschefer
- Conrad Ditlev Reventlow, från 5 juli 1675
- Balthasar Arenstorff, från 4 januari 1677
- Christoph Lorentz Reitzenstein, från 1678
- Balthasar Frederik Raben, från 8 januari 1679
- Hans Frederik Legel, från 26 augusti 1707
- Simon Henrik von Donop, från 8 mars 1710